# Gharmianou
Gharmianou est une oasis algérienne de la commune de Tamest, Daïra de Fenoughil dans la wilaya d'Adrar. Sa population est d'environ 1000 habitants.

## Toponymie
Gharmianou mot en Taznatit divisé en deux parties "Aghrem" signifie «Pays» et "ianou" signifie «Mes Butins (Bagaes)», c'est-à-dire Pays de mes Butins.

## Agriculture et Foggara
L'agriculture représente l'activité économique la plus importante dans l'Oasis de Gharmianou, la production majeur est celle des palmiers dattiers, comme partout dans le Sahara, la population locale a développé un système d'irrigation pour assurer l'eau en quantités suffisante, par exemple la Foggara dont les noms des principales à Gharmianou sont:

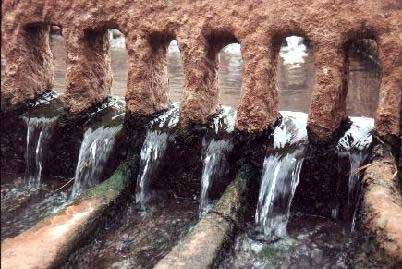
Peigne (kesria) de répartition.

| nom en Arabe | nom en Français | Nombre de puits (m) |
| ------------ | --------------- | ------------------- |
| عبد الحق     | Abdelhak        | 350                 |
| بايوسف       | Bayoucef        | 350                 |
| عثمان        | othmane         | 305                 |
| تاورير       | Taourir         | 260                 |
| أولاد عيسى   | oulad aissa     | 337                 |
| ساهلة        | sahla           | 170                 |
| عمور         | Amore           | ?                   |
| أنفوس        | Anfous          | ?                   |
| عثيمينة      | Athimina        | ?                   |
| ماساطة       | Massata         | ?                   |
| موسى         | Moussa          | ?                   |
| تادمايت      | Tadmait         | ?                   |
| تاوريرت      | Taourirt        | ?                   |
| توغزرين      | toughezrine     | ?                   |

## La production vannière semi-artisanale
Dans ce Ksar de Touat, oublié par les marchands d’Adrar et qui n’avait aucun commerçant ni colporteur propre à la fin des années 1980, les femmes ne vendaient pratiquement plus leurs vanneries.

## Personnalités
- Sidi Elhadj Abekhti
- Sidi Moulay Abdelouahed Elberrichi